# Gäa (Lied)
Gäa ist ein Lied der deutschen Pop-Sängerin Oonagh. Das Stück ist die erste Singleauskopplung aus ihrem Debütalbum Oonagh.

## Entstehung und Artwork
Geschrieben wurde das Lied von den deutschen Musikautoren Michael Boden, Lukas Hainer, Hartmut Krech und Mark Nissen. Die beiden letzteren produzierten das Lied zudem. Die Single wurde unter dem Musiklabel We Love Music veröffentlicht und durch Universal Music Publishing vertrieben. Auf dem Cover der Single ist Oonagh, in einem weißen Kleid kniend, in einem Gewässer zu sehen. Das Fotoshooting zu dem Coverbild führte Christian Barz und fand gleichzeitig mit den Arbeiten zum Musikvideo, in Kapstadt, statt.

## Veröffentlichung und Promotion
Die Erstveröffentlichung von Gäa erfolgte am 21. März 2014 in Deutschland, Österreich und der Schweiz. Neben Gäa beinhaltet die Maxi-Single noch das Lied Orome als B-Seite. Um das Lied zu bewerben, folgten unter anderem Liveauftritte zur Hauptsendezeit bei Das große Fest zum Jubiläum im Ersten und bei Willkommen bei Carmen Nebel im ZDF.

## Inhalt
Der Liedtext zu Gäa ist auf Deutsch (Strophen) und Quenya (Refrain) verfasst. Die Musik wurde gemeinsam von Hartmut Krech und Mark Nissen, der Text ebenfalls von den beiden in Zusammenarbeit mit Michael Boden und Lukas Hainer verfasst. Musikalisch bewegt sich das Lied im Bereich des Ethno-Pops. Gäa ist eine Bezeichnung für Gaia, die griechische Göttin der Erde. Die Onlinepräsenz der Verlagsgruppe Weltbild beschrieb den Inhalt des Liedes als eine musikalische Hommage an Mutter Erde, deren Kraft in jedem von uns pulsiere.
| “Gäa, Gäa, Gäa, nárë ar nén, Gäa, Gäa, Gäa, vist’ ar cemen, Gäa, Gäa, Gäa, amil ily’engwion… ilyo coirëa. […] Óma ómaron, a tana men i tië” – Refrain, Originalauszug | „Gäa, Gäa, Gäa, Feuer und Wasser, Gäa, Gäa, Gäa, Luft und Erde, Gäa, Gäa, Gäa, Mutter aller Dinge… allem was lebt. […] Stimme aller Stimmen, weise den Weg“ – Refrain, Übersetzung |

## Musikvideo
Die Dreharbeiten zu Gäa fanden im Dezember 2013 im südafrikanischen Kapstadt statt. Als Begründung, wieso das Video in Kapstadt gedreht wurde, nannte die Sängerin, dass die „majestätischen Landschaften“ Kapstadts genau das widerspiegeln, worum es in dem Lied geht. Während des Musikvideos sind Ausschnitte der verschiedenen Landschaftstypen Kapstadts zu sehen und es ist Oonagh zu sehen, die ihr Lied inmitten dieser Landschaftszüge singt.
Das Musikvideo feierte am 24. Januar 2014 Premiere, zwei Tage zuvor veröffentlichte Oonagh auf Facebook und YouTube bereits ein Making of zum Videodreh Gäas. Die Dreharbeiten zogen sich über zwei Tage und neben dem Musikvideo zu Gäa wurde gleichzeitig auch ein Musikvideo zum Lied Orome gedreht. Die Gesamtlänge des Videos beträgt 4:04 Minuten. Regie führte Sören Schaller.

## Mitwirkende
| Liedproduktion - Michael Boden: Liedtexter - Lukas Hainer: Liedtexter - Hartmut Krech: Komponist, Liedtexter, Musikproduzent - Mark Nissen: Komponist, Liedtexter, Musikproduzent - Oonagh: Gesang | Artwork - Christian Barz: Fotograf (Cover) - Sören Schaller: Regisseur (Musikvideo) Unternehmen - Universal Music Publishing: Vertrieb - We Love Music: Musiklabel |

## Rezeption

### Kritik
Gäa war ebenso wie das Stück Orome aus dem gleichen Album Gegenstand einer kontroversen Diskussion unter Tolkien-Fans. Während einige den sprachlichen und inhaltlichen Bezug auf Sindarin und Quenya, sowie das Buch Das Silmarillion befürworteten, warfen die Kritiker dem Projekt vor, Tolkiens Werk in die Belanglosigkeit zu ziehen und für kommerzielle Zwecke zu missbrauchen.

### Charts und Chartplatzierungen
Gäa erreichte auf Grund der hohen Downloadzahlen, noch vor der offiziellen Veröffentlichung als Single, erstmals am 28. Februar 2014 die deutschen Singlecharts. Das Lied erreichte Position 67 und konnte sich insgesamt vier Wochen in den Charts halten. Für Delliponti ist dies bereits der sechste Charterfolg in den deutschen Singlecharts. Es ist die erste Single nach sieben Jahren, die sich in den Charts platzieren konnte.